# Robert Hermann Schomburgk

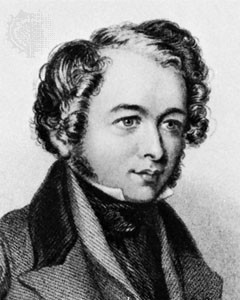
Robert Hermann Schomburgk.

Robert Hermann Schomburgk, född 5 juni 1804 i Freyburg an der Unstrut, död 11 mars 1865 i Schöneberg, var en tysk naturforskare. Han var bror till Otto Alfred och Moritz Richard Schomburgk.
Schomburgk var till en början affärsman i Leipzig och Nordamerika och flyttade 1830 till Västindien, där han gjorde naturhistoriska resor, och utforskade 1835-39 och 1840-44 Brittiska Guyana. År 1837 upptäckte han jättenäckrosen (Victoria regia). Schomburgks noggranna metoder och betydelsefulla resultat inom geografin, naturhistorien och etnografin gjorde honom framstående bland Sydamerikas utforskare. År 1846 vistades han på Barbados och utnämndes 1848 till brittisk konsul på Santo Domingo, där han även utförde geografiska forskningar. Åren 1857-1864 var Schomburgk brittisk generalkonsul i Bangkok.
Auktorsnamnet R.H.Schomb. kan användas för Robert Hermann Schomburgk i samband med ett vetenskapligt namn inom botaniken; se Wikipediaartiklar som länkar till auktorsnamnet.
Auktorsnamnet Schomburgk kan användas för Robert Hermann Schomburgk i samband med ett vetenskapligt namn inom zoologin; se Wikipedia-artiklar som länkar till auktorsnamnet.